# Serriera
Serriera är en kommun i departementet Corse-du-Sud på ön Korsika i Frankrike. Kommunen ligger  i kantonen Les Deux-Sevi som tillhör arrondissementet Ajaccio. År 2022 hade Serriera 115 invånare.

## Befolkningsutveckling
Antalet invånare i kommunen Serriera
Referens:INSEE